# Fritz Tschannen
Fritz Tschannen (ur. 13 maja 1920 w Saint-Imierm zm. 23 marca 2011 w Val-de-Travers) – szwajcarski skoczek narciarski i akordeonista.

## Życiorys
Tschannen urodził się 13 maja 1920 roku w Saint-Imier. W młodości dużo grał na akordeonie i zaczął trenować skoki narciarskie. W 1945 roku dołączył do reprezentacji Szwajcarii w skokach narciarskich. W 1948 roku wziął udział w igrzyskach olimpijskich w Sankt Moritz (w zawodach skoków narciarskich zajął 9. miejsce). W tym samym roku został mistrzem Szwajcarii w skokach narciarskich. 15 marca 1948 roku pobił rekord świata w długości skoku narciarskiego (dotychczasowy należał do Rudiego Geringa) skacząc 120 metrów na Bloudkovej velikance w Planicy (rekord został poprawiony w 1950 roku przez Williego Gantschnigga). Po zakończeniu kariery skoczka narciarskiego miał zostać trenerem reprezentacji USA  w skokach narciarskich, ale nie dostał pozwolenia na pracę w USA. W latach 1952–1954 pracował w kanadyjskim radiu jako muzyk; przez pewien czas prowadził również własny program telewizyjny. W 1964 roku powrócił do Szwajcarii, wkrótce po tym wydarzeniu założył własną szkołę muzyczną. Jako dyrygent pracował do 1999 roku, przez krótki czas był także sekretarzem sportowym w Arosie, gdzie przy wsparciu Hansa Danusera założył ośrodek narciarski. Zmarł 23 marca 2011 roku.